# جیمی کانرد
جیمی کانرد (انگلیسی: Jimmy Conrad؛ زادهٔ ۱۲ فوریهٔ ۱۹۷۷) یک بازیکن فوتبال اهل ایالات متحده آمریکا است.
وی همچنین در تیم ملی فوتبال ایالات متحده آمریکا بازی کرده‌است.